# QV44
QV44 è una delle tombe che si trovano nella Valle delle Regine utilizzata per il figlio di Ramses III, il principe Khaemuaset. La tomba è situata nei pressi dello uadi principale, nel versante sud-ovest.

## Titolare

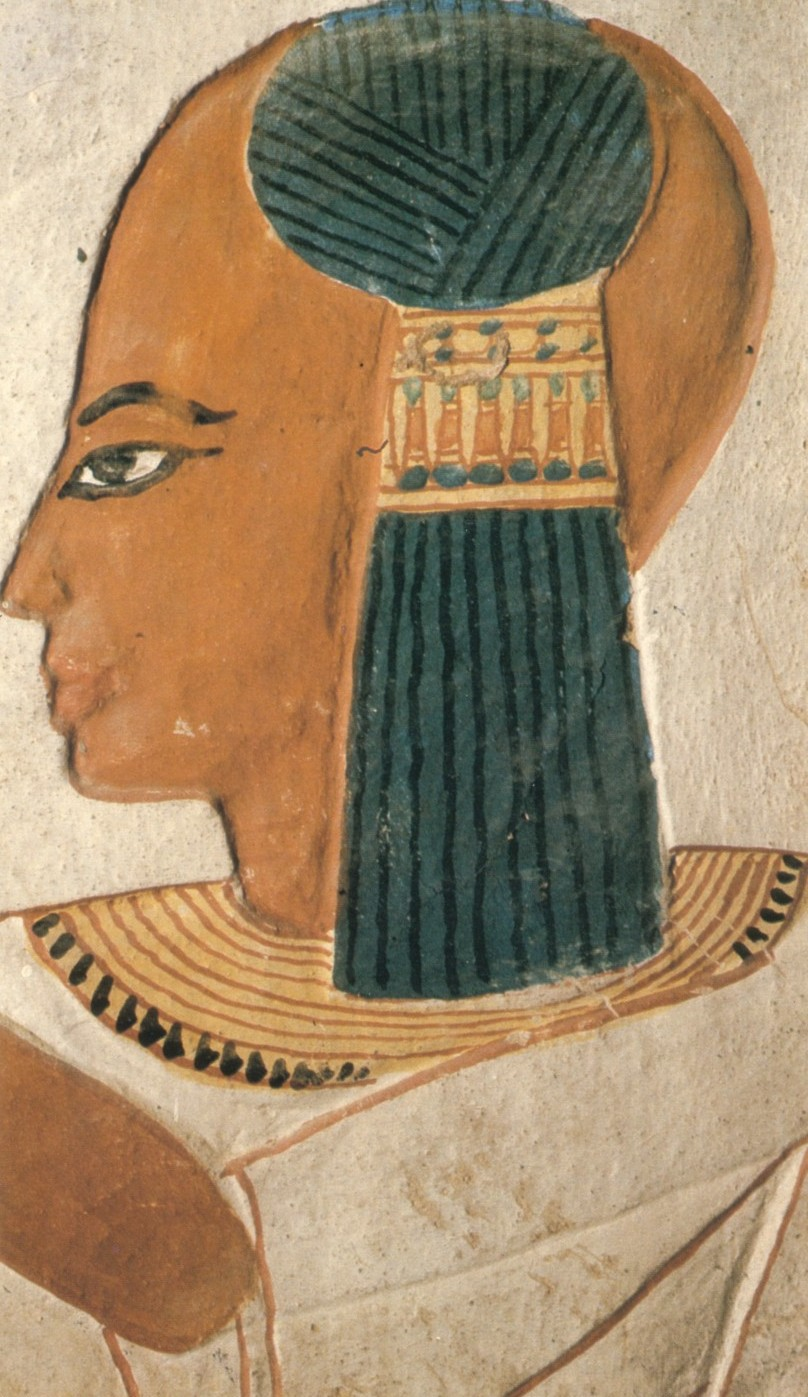
Il volto di Khaemuaset, dalla sua tomba

Figlio di Ramesse III e probabilmente fratello minore di Amonherkhepshef, esattamente come il principe omonimo della precedente dinastia, Khaemuaset divenne sacerdote di Ptah a Menfi, pur senza raggiungere la dignità di sommo sacerdote del dio.

## Ritrovamento
La tomba fu scoperta il 15 febbraio 1903 durante la prima campagna di scavi della Missione Archeologica Italiana condotta da Ernesto Schiaparelli fra il mese di gennaio e marzo. Il ritrovamento è stato, insieme a quello della tomba (QV43) di Sethherkhepshef, altro figlio di Ramesse III, il risultato di maggior rilievo della prima missione. Il rinvenimento avvenne a opera di Francesco Ballerini, il principale collaboratore di Schiaparelli.
In una lettera del 17 febbraio 1903 Ballerini descrisse l'evento raccontando come gli operai trovarono la parte iniziale di un lungo corridoio in discesa, molto largo e quindi molto probabilmente appartenente a una tomba di notevole importanza, e di come furono avvertiti Schiaparelli e Howard Carter, allora Sovrintendente delle Antichità dell'Alto Egitto, che, alla notizia, giunsero subito. Gli archeologi, dopo aver liberato dalle macerie lo stipite di una porta, entrarono da un'apertura, strisciando per terra.
La tomba fu ritrovata aperta e saccheggiata, infatti, sgombrato parzialmente l'ingresso, entrarono in un grande ambiente completamente intasato di sarcofaghi e di mummie poste alla rinfusa. Schiaparelli e Ballerini esaminarono in lungo e in largo la tomba che era scavata interamente nella montagna. Il corridoio era lungo 3 metri, la galleria centrale era dotata di stanze laterali e tutto era ingombro di sarcofaghi, molti dei quali frantumati, di mummie violate, probabilmente da iene, altre dal volto spaccato.
All'interno vi furono trovati oltre quaranta sarcofagi lignei di epoca successiva (XXV-XXVI dinastia), dato che la tomba era stata riutilizzata più volte.

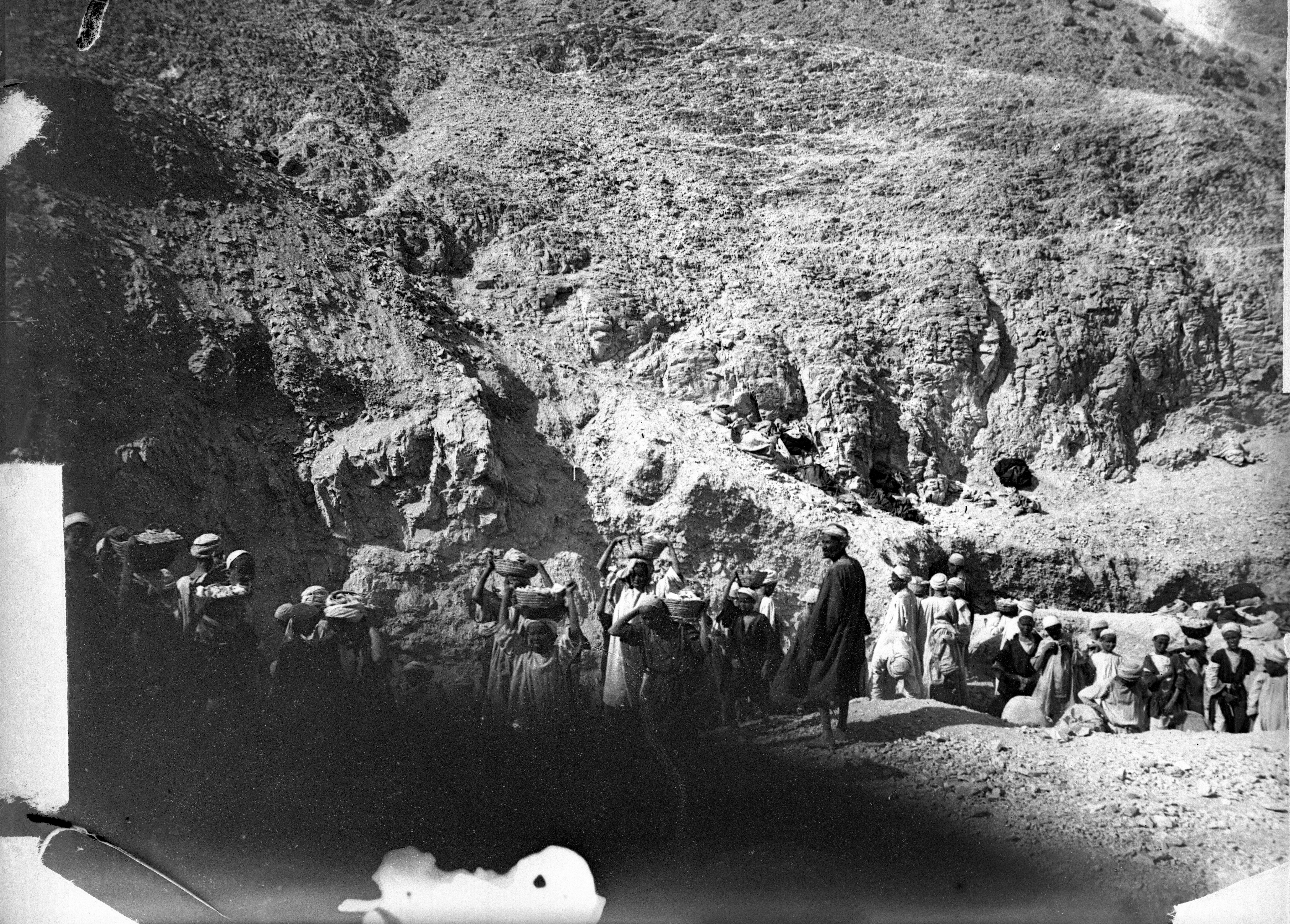
Momento di scavo in fondo alla Valle, nel punto dove si trovava, ancora ignota, la tomba QV44 di Khaemuaset. Questi lavori, poco tempo dopo, il 15 febbraio 1903, condussero alla scoperta della tomba.
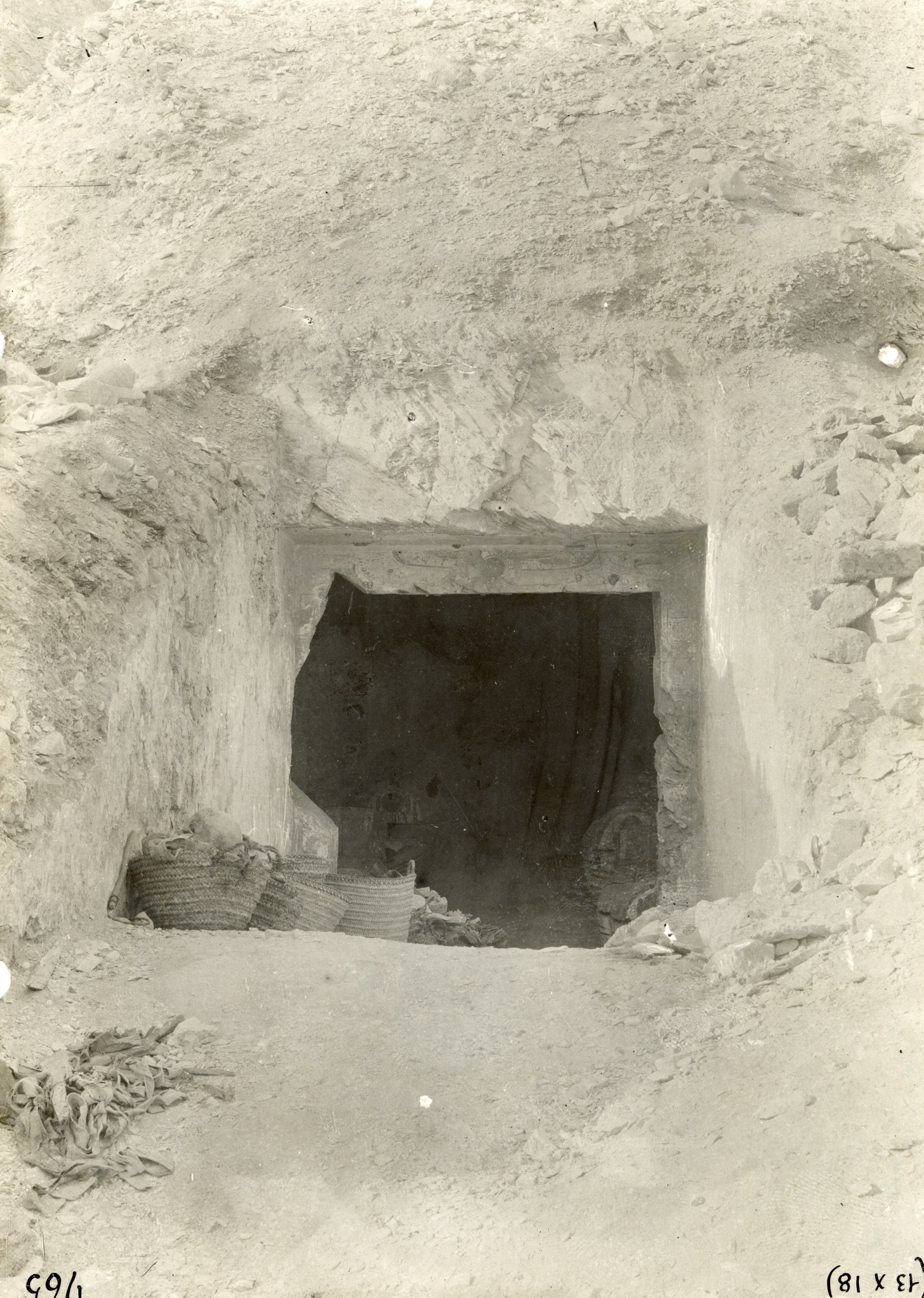
Ingresso della tomba all'epoca del ritrovamento, 1903. Al suo interno sono ancora presenti i numerosi sarcofagi di epoca successiva che furono trovati al momento dell'apertura della tomba, in attesa di essere portati all'accampamento (due di questi si intravedono ancora nel buio della sala trasversale della tomba).
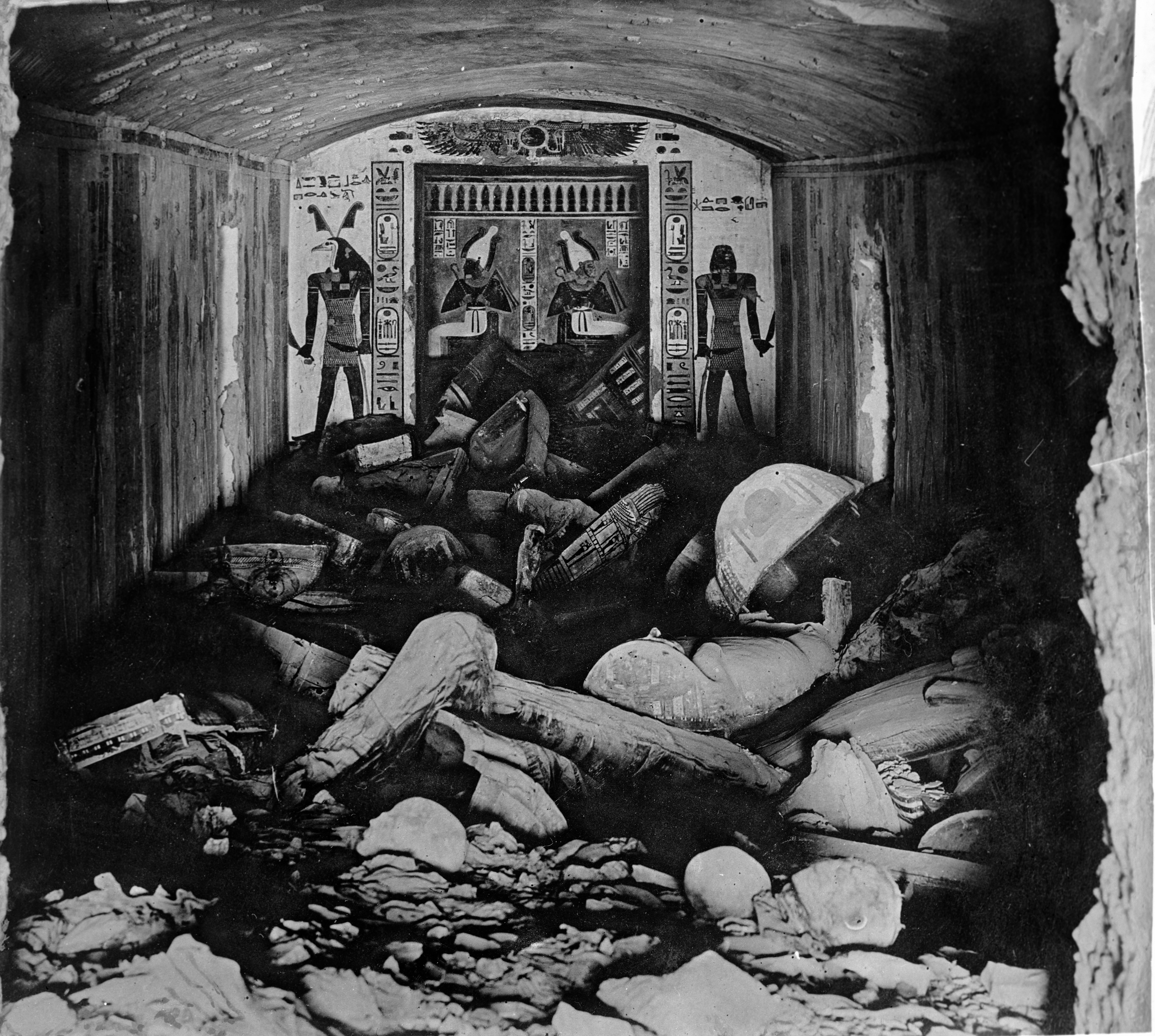
Il vestibolo della tomba al momento della scoperta, il 15 febbraio 1903. Furono trovati oltre quaranta sarcofagi lignei di epoca successiva (XXV-XXVI dinastia), quando la tomba venne riutilizzata.
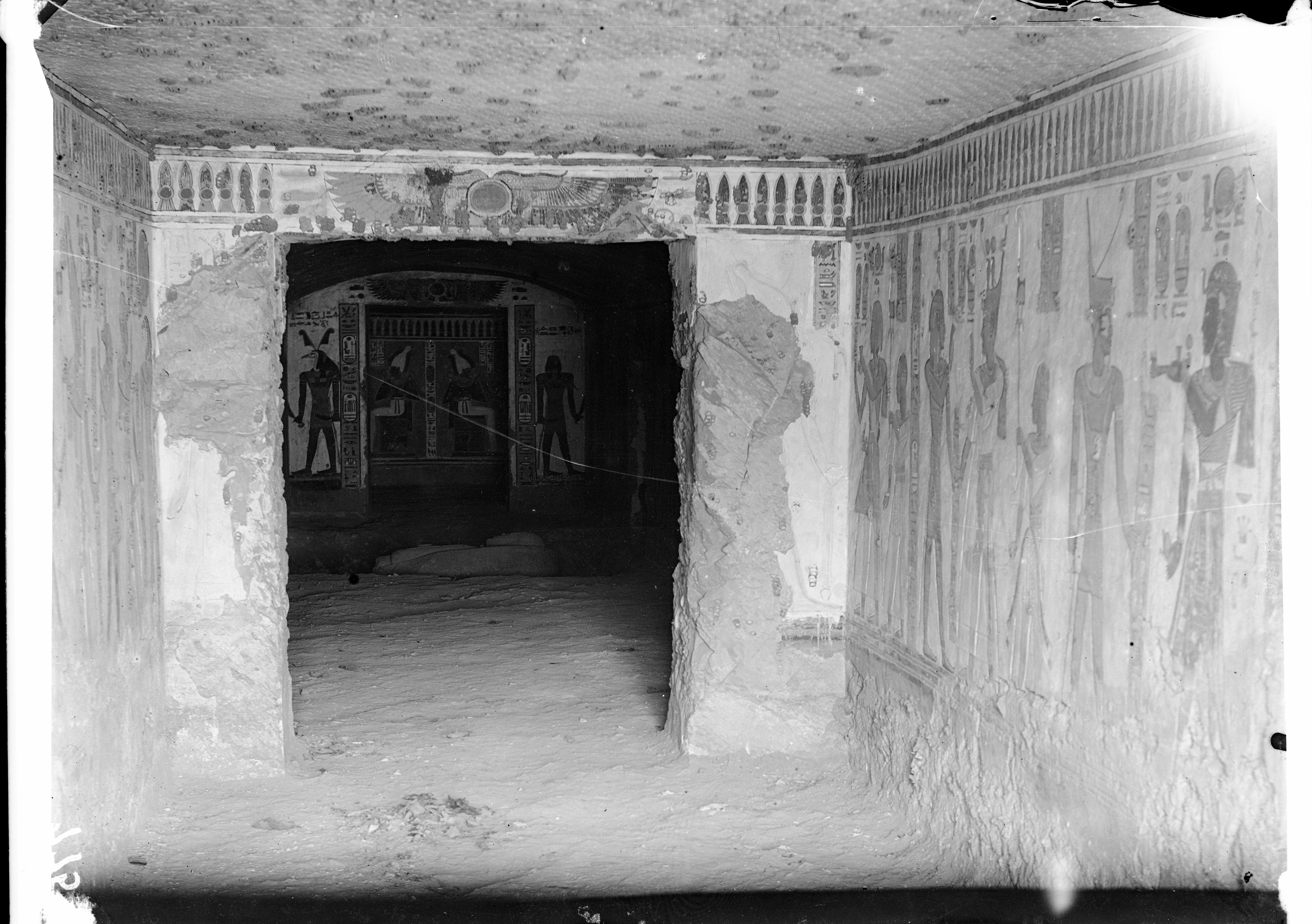
Vestibolo e camera funeraria della tomba QV44, del principe Khaemuaset, una volta svuotato dei sarcofagi di epoca successiva. Nella camera funeraria e mutilo nella parte inferiore, il sarcofago in granito dell'originario proprietario, il principe Khaemuaset (S. 5215). Scavi Schiaparelli, 1903.

## Descrizione

Coperchio del sarcofago di Khaemuaset. Museo Egizio, Torino.

Il principe Khaemuaset ebbe una tomba che, nella planimetria, ricorda le tombe della Valle dei Re, anche se naturalmente in forma assai ridotta. Anche nella QV44 la decorazione è assai vivace, con le scene di offerta e tributo dai colori intensi e brillanti. Fra tutte le tombe dei figli di Ramesse III questa è la più grande: una galleria divisa in due settori su cui si apre un vestibolo con due annessi laterali, la camera sepolcrale e un annesso superiore. Il corridoio, al momento della scoperta nel 1903, era quasi del tutto occupato da numerosi sarcofaghi: questa tomba era stata infatti usata per altre sepolture in svariate occasioni; il sito conteneva infatti ben novanta mummie, molte senza bende, altre ancora nel sarcofago. La mummia di Khaemuaset probabilmente già in tempi antichi dovette essere stata trasportata a Deir el-Bahari. Di notevole importanza fu il ritrovamento dei frammenti del sarcofago in granito rosa il cui coperchio, oltre all'altorilievo raffigurante il principe, riportava sul bordo un'iscrizione geroglifica che era dello stesso periodo del regno di Ramses IV; da questo gli archeologi dedussero che il principe fosse stato sepolto nella Valle delle Regine in quegli stessi anni.
Nella tomba furono inoltre trovati e inventariati dall'équipe di Schiaparelli un notevole mobilio funerario, una reticella funeraria, completa di scarabeo alato e dell'immagine dei quattro figli di Horus, e cinquanta scarabei in pasta di vetro.

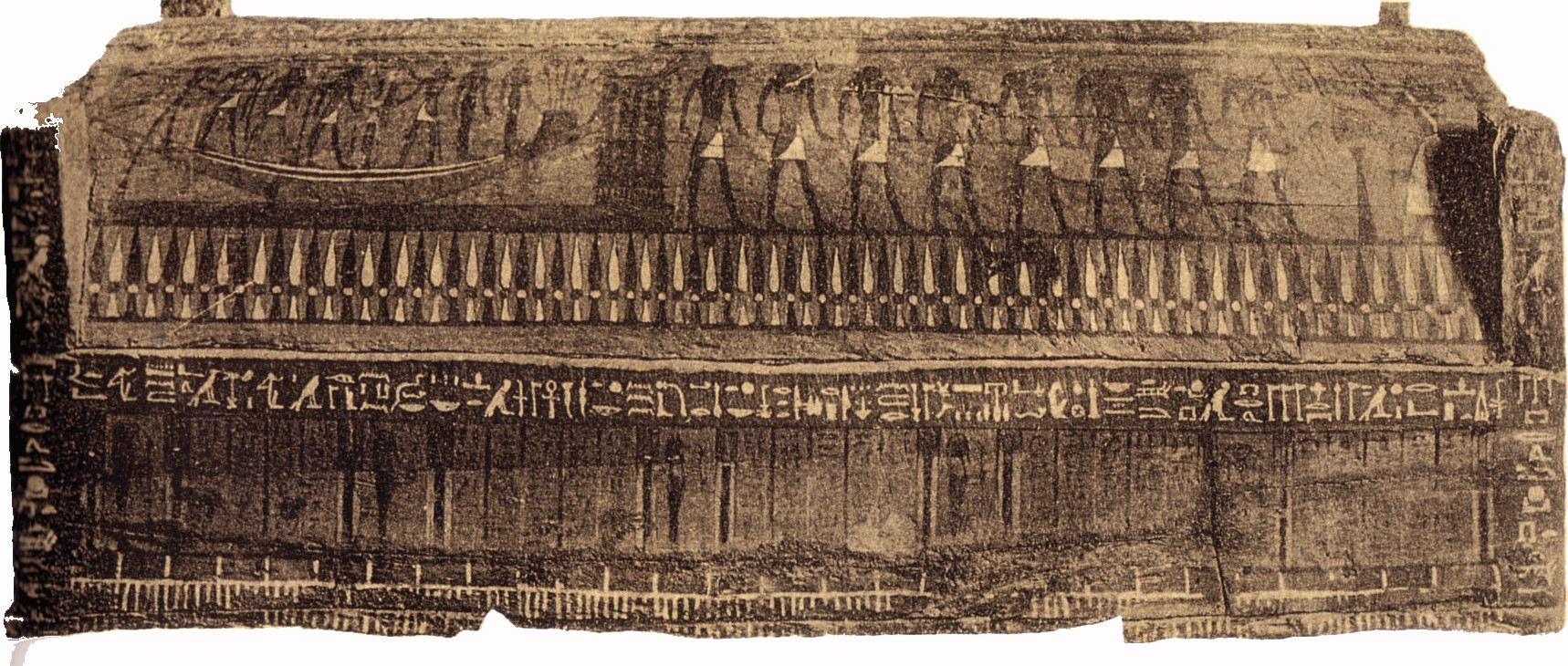
Cassapanca in legno
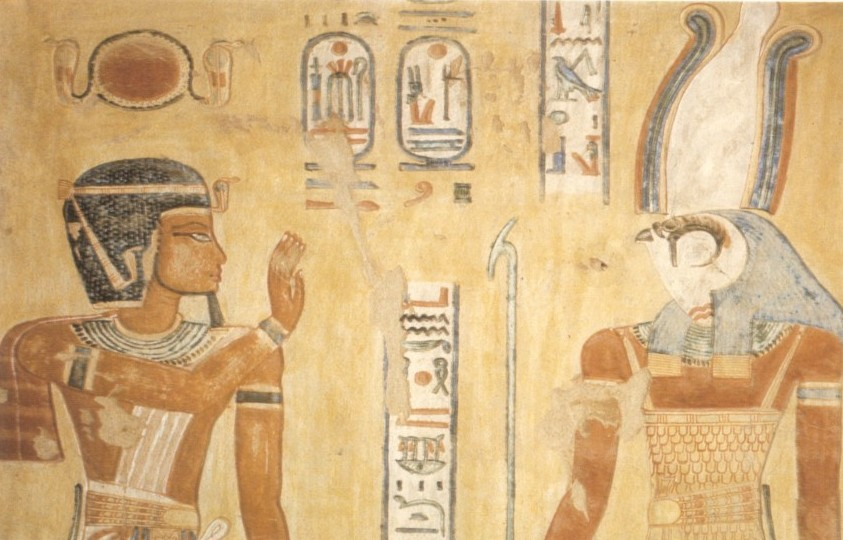
Ramses III di fronte a Horus raffigurati (QV44)
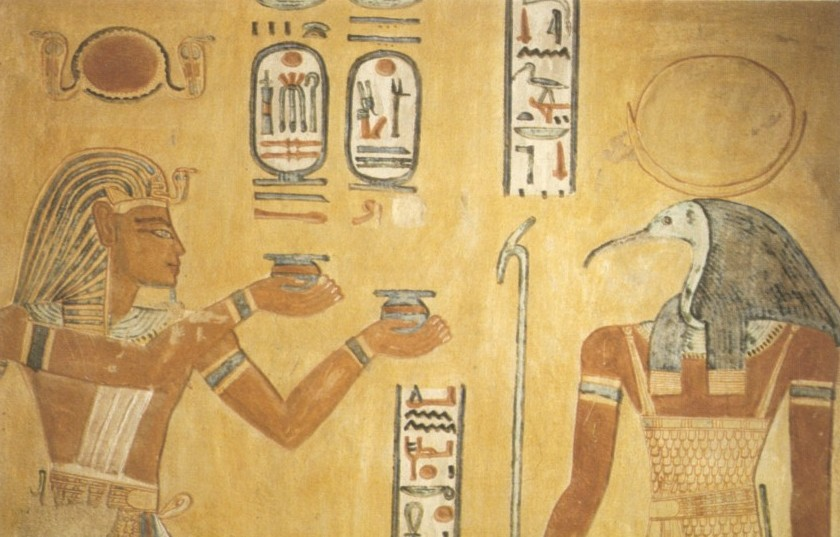
Ramses III che fa offerte al dio Thot (QV44)